# Joseph Kasavubu
Joseph Kasavubu (Tshela, 1915 - Boma, 24 maart 1969) was de eerste president van de Republiek Congo.

## Biografie

### Jeugd
Kasavubu, die tot het Bakongo-volk behoorde, ontving onderwijs bij de katholieke missionarissen. Hij werd opgeleid tot leerkracht en was als zodanig na zijn studie werkzaam. Vanaf 1942 werkte hij voor de koloniale overheid (posterijen) van het toenmalige Belgisch-Congo.

### Politieke Carrière
Na 1953 ontplooide Kasavubu zich tot een nationaal leider. Hij werd in 1955 voorzitter van de ABAKO (Alliance des Bakongo), een culturele vereniging voor de Bakongo. In 1957 zette hij de ABAKO om in een politieke vereniging en werd hij in de gemeenteraad gekozen.

### Onafhankelijkheid van Congo

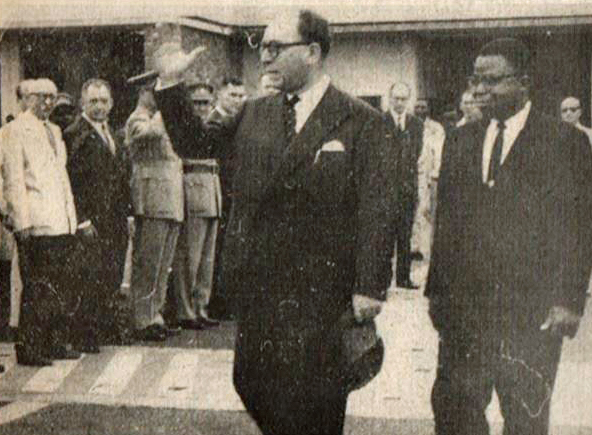
Kasavubu met de vertrekkende gouverneur-generaal van Belgisch-Congo, Hendrik Cornelis, voor diens vertrek uit het land, juli 1960.

Tijdens de Belgo-Congolese rondetafelconferentie in Brussel (1960) deed Kasavubu van zich spreken als gematigd leider. Na de verkiezingen van mei 1960 sloot hij een akkoord met de nationalistische leider van de MNC, Patrice Lumumba. Men sprak af dat Kasavubu president van Congo zou worden en Lumumba premier.

### Congocrisis

#### Muiterij
In juni 1960 werd Congo onafhankelijk en werd Kasavubu president. Spoedig na de onafhankelijkheid traden er spanningen op tussen de Belgen, de Katangese nationalisten (die op afscheiding aanstuurden), het Congolese leger (Force Publique) en de centralisten (aanhangers van de MNC).

#### Eerste Staatsgreep en Moord op Lumumba
Kasavubu achtte Patrice Lumumba verantwoordelijk voor de misstanden en zette hem op 5 september 1960 af. Lumumba op zijn beurt zette de president af. Kolonel Mobutu greep via een staatsgreep in en 'neutraliseerde' zowel de president als de premier (dat wil zeggen hij trok de macht naar zich toe). Lumumba werd onder huisarrest gesteld, maar Kasavubu bleef president. Op 17 januari 1961 werd Lumumba vermoord.

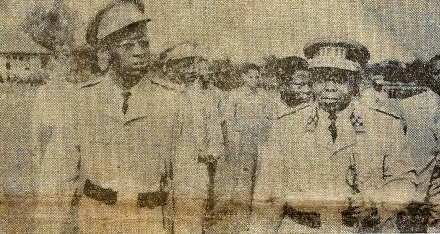
Kasavubu met Kolonel Joseph-Désiré Mobutu in 1961.

Nadat de situatie enigszins onder controle was kreeg Kasavubu zijn uitvoerende macht van Mobutu terug, zonder dat de laatste echter alle macht uit handen gaf. De interne situatie in Congo bleef instabiel.

#### Simba Opstand
De volgende vijf jaar presideerde Kasavubu een opeenvolging van zwakke regeringen. In juli 1964 benoemde hij Tshombe tot premier, met een mandaat om de Simba-opstand te beëindigen. Tshombe riep de verbannen Katangese gendarmerie terug en rekruteerde witte huursoldaten, die ze integreerde met de Armée nationale congolaise (ANC). Veel huurlingen hadden gevochten voor Katanga terwijl Tshombe de leider was van die afgescheiden provincie. Ondanks de successen tegen de Simba-rebellen, werd het prestige van Tshombe beschadigd door zijn gebruik van witte huursoldaten en westerse troepen. Hij verloor de steun van Kasavubu, die hem in oktober 1965 ontsloeg van de functie van premier.

#### Tweede Staatsgreep
Mobutu greep op 25 november 1965 voor de tweede keer de macht, en zette nu Kasavubu af en verklaarde zich vervolgens tot staatshoofd.

### Dood
Mobutu plaatste Kasavubu onder huisarrest voordat hij uiteindelijk de afgezette president toestemming gaf om zich terug te trekken naar zijn boerderij in Mayombe. Kasavubu stierf vier jaar later in 1969 in een ziekenhuis in Boma, mogelijk na een lange ziekte.

## Nalatenschap
Na zijn dood ging het gezin van Kasavubu in ballingschap, eerst naar Algerije en vervolgens naar Zwitserland. Een van zijn dochters, Justine M'Poyo Kasavubu, keerde uiteindelijk in de jaren negentig terug naar Kongo (toen nog Zaïre genoemd). In 1997 werd ze benoemd tot kabinetsminister door Laurent Kabila en vervolgens ambassadeur in België.
De rol van Kasavubu in de Congolese geschiedenis is in de literatuur overschaduwd door Lumumba en Mobutu. Antropoloog Yolanda Covington-Ward schreef dat, in tegenstelling tot Lumumba's 'bevoorrechte' positie in de geschiedschrijving over het Congolese nationalisme, Kasavubu en ABAKO met hun droom naar het oude Kongorijk de primaire 'drijvende kracht' achter de onafhankelijkheidsbeweging waren.